# Kösmő-patak
A Kösmő egy Romániában eredő a Berettyó folyóba torkolló, nem túl bővizű, kanyargós patak.

## Földrajza

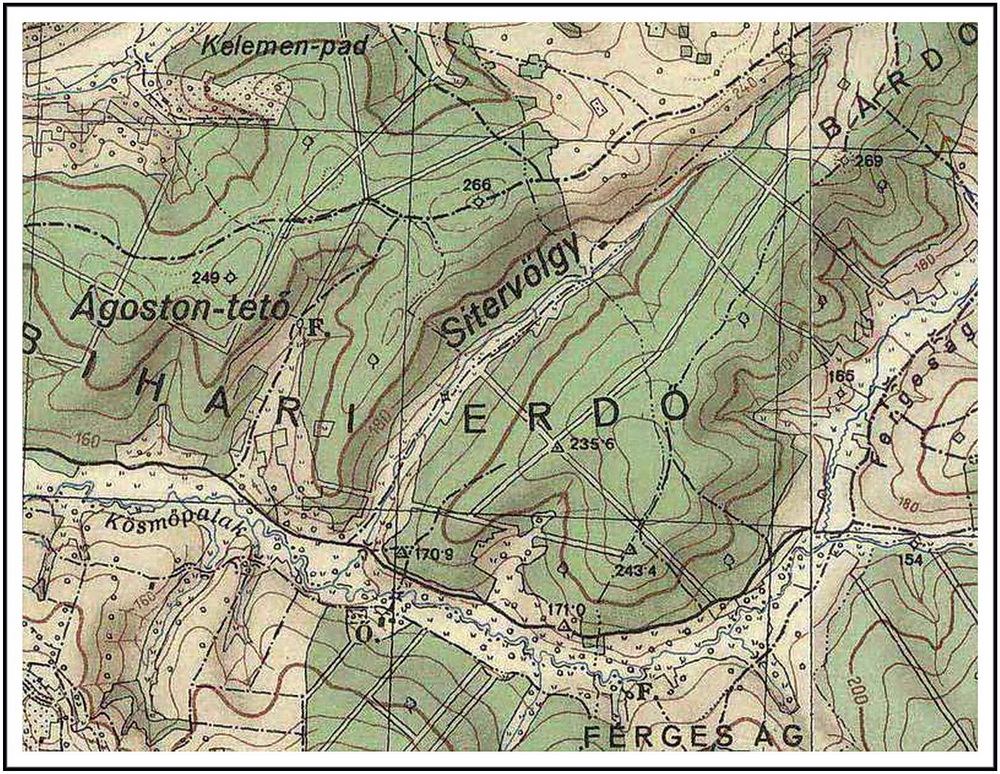
A Kösmő patak folyása Fergeságtól az Ágostonig

A Kösmő-patak forrásvidéke Sitervölgy településének jobb, illetve bal oldalán található. Az egyik a Kapocsány völgyben ered átszelve a települést északkeleten, a másik a Dudu völgyből érkezik, majd egyesül az előbbi forrás vizével. Innen a település alatt már egyesült erővel haladnak tovább nyugati irányba. A Bárdos erdőségből észak-nyugat felől további két forrás vize is becsatlakozik a magaslatokról a vízfolyásba. A patak most délnyugati irányt vesz, majd egyesül a Butyi Pál völgyben futó azonos nevű forrásvízzel, mely tovább gazdagítja.

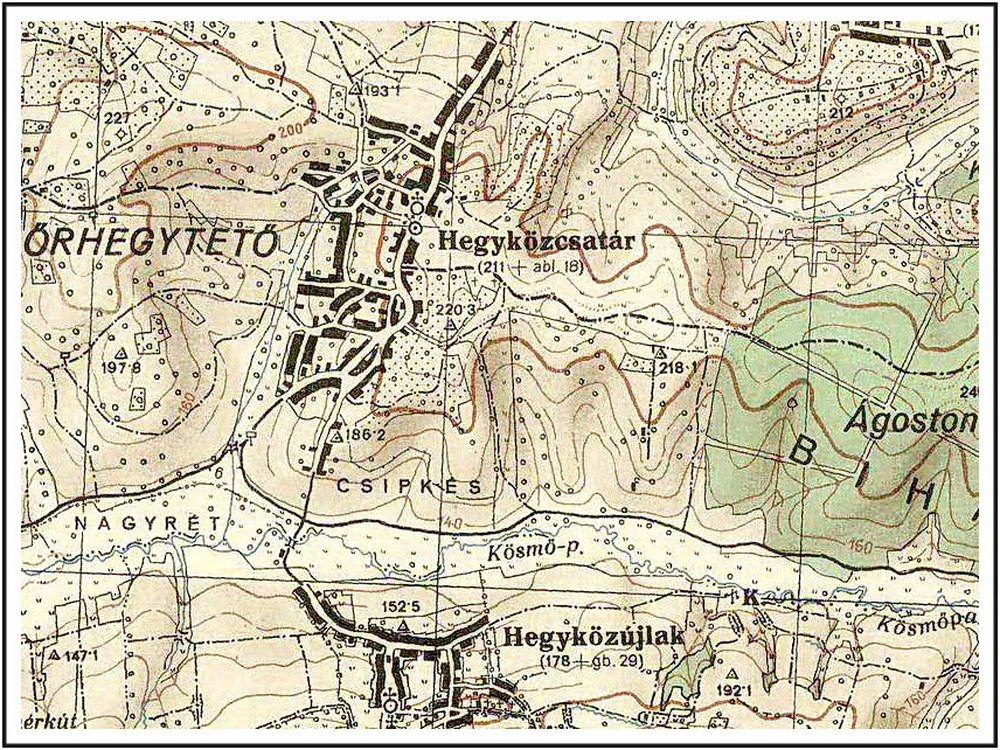
A Kösmő patak folyása Ágostontól az Őr-hegyi patakig

A Ferges-ág völgyében és a Butyi Pál völgyében eredő két forrásból létrejött két ér folyási hossza összesen 2,81 km-t tesz ki. Ez a két ér, valamint a Bárdos erdőségből lezúduló további vízmennyiség hozza létre végül a Kösmő patakot. Ettől a ponttól ugyanis már, mint patak fut tovább nyugati irányba a Csatári Erdő (Ygfon, majd Uradalmi Erdő) alatt sűrűn kanyarogva Hegyközújlak és Hegyközcsatár erdőségei és szántói között, az ún. Nagy-réten. A Kösmő patak tehát az erek végleges összefolyási pontjától a csatári Csipkésig kerek 7.0 km hosszan folydogál. Hegyközcsatánál az Őr-hegy alatt egy kisebb ér gazdagítja a patakot. 

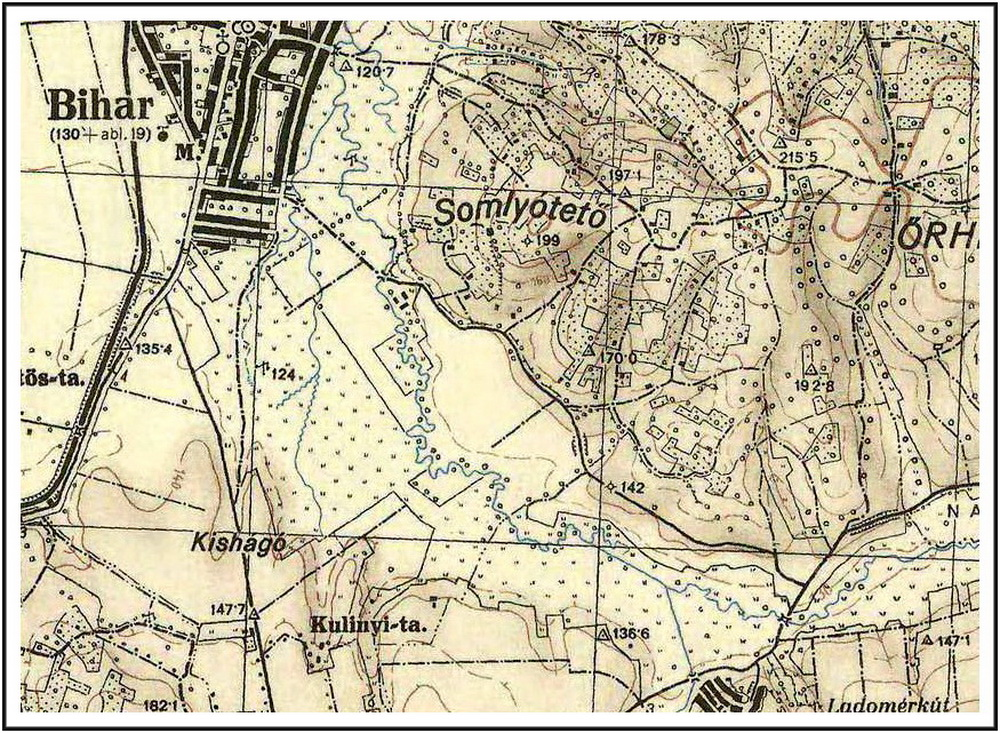
A Kösmő patak folyása az Őr-hegyi pataktól a Bihari várig

A patak vize választó szerepet tölt be a Csatári erdő és a hegyközújlaki dombságok között, majd területválasztó szerepe Hegyközpályi és Bihar községek között is érvényesül, ugyanakkor fontos szerepe van a térség mezőgazdaságában is. A dombokról lezúduló esővizeket levezeti Bihar irányába, majd a település alatt futva Paptamásinál a Berettyó folyó bal oldalába szállítja azt. 

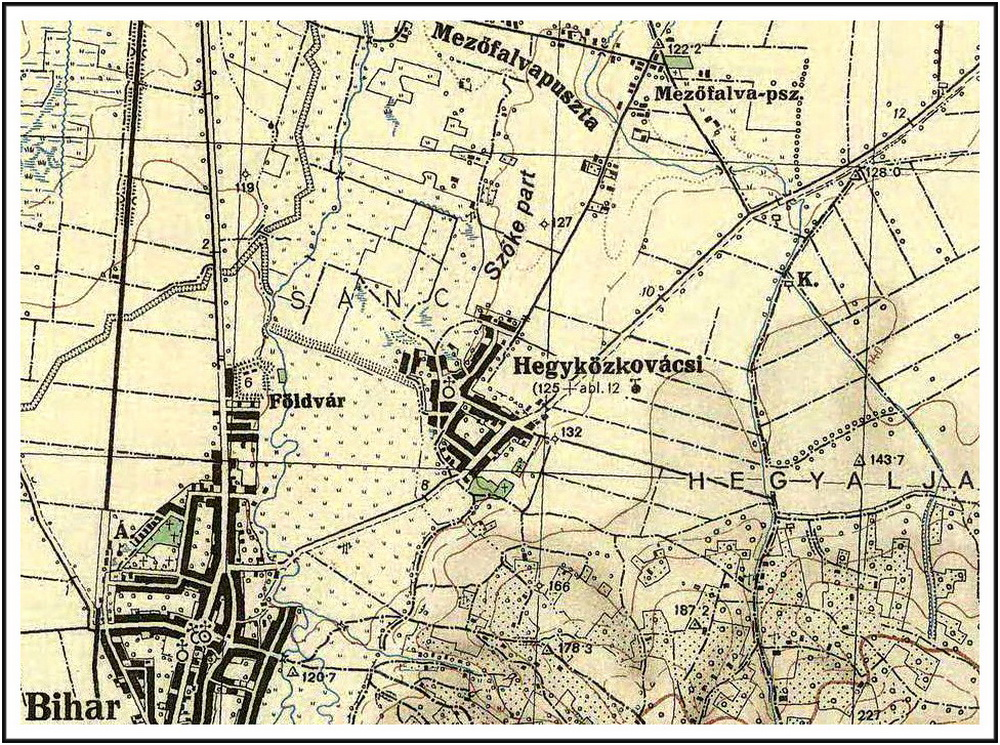
A Kösmő patak folyása a Bihari vártól Mezőfalva-pusztáig

Hosszúságszámítás terén az újlaki Kösmő-hídtól a Pályi Kösmő-hídig - északnyugati folyásiránnyal - további 2 km-en halad tovább a patak, majd innen a bihari Földvárig további 5,4 km hosszan csörgedezik. A Földvártól déli irányba a Berettyó folyóig újabb 8,1 km távolságot tesz meg, mígnem egyre duzzadóbb vize egyesül a folyó vizével. Az összesített távolság 22,5 km-t eredményez, melyhez a Sitervölgyet körülölelő két ér hosszát is hozzáadva 25 km-t kapunk. Az erek és a patak kanyargósságát tekintve ugyanakkor ez a távolság jóval nagyobb mértéket eredményezne.

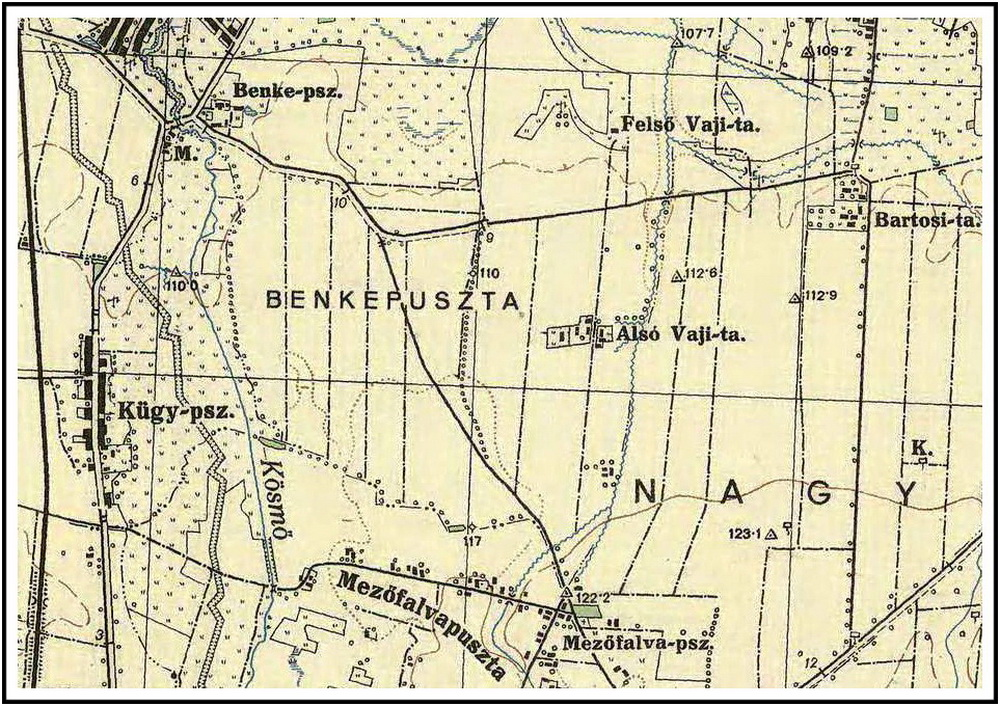
A Kösmő patak folyása Mezőfalva-pusztától Kügy ill. Benke-pusztáig

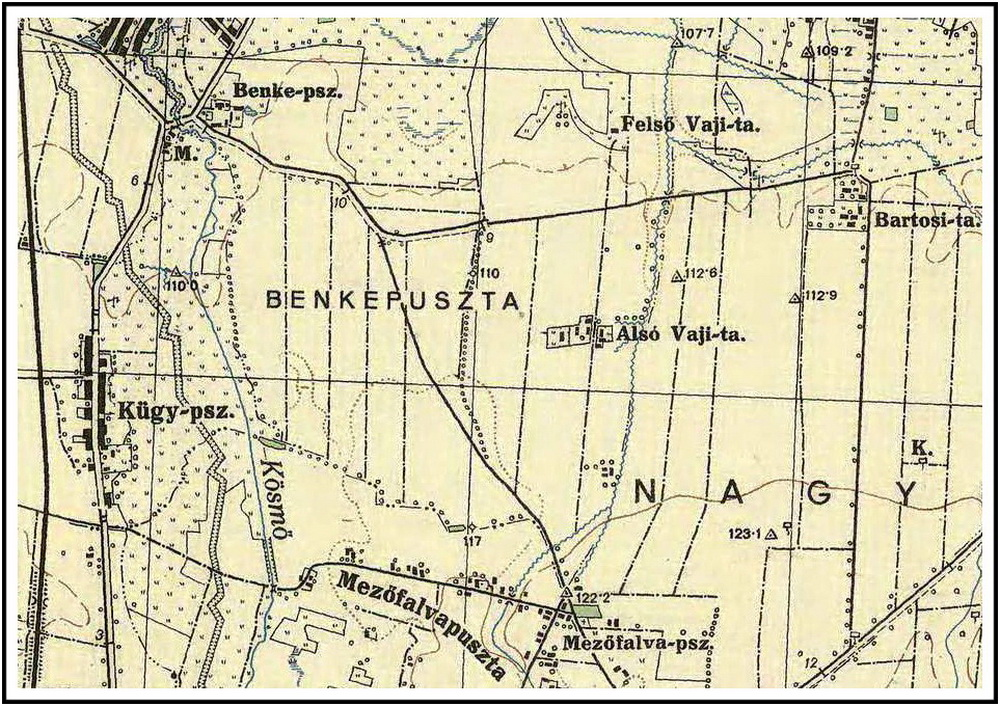
A Kösmő patak folyása Benke-pusztától - Paptamási mellett - a Berettyó folyóig

## Orendt Mihály: Honnan jő a Kösmő patak?
Sitervölgyét veszi közre
Két kis forrás, két erecske.
Csörgedeznek, meg-megállnak
Nekimennek a világnak.

Falu alatt egybe futnak
Egyesülnek, majd megbújnak.
Tekeregnek, kanyarognak
Fergeságnál délnyugatnak.

Keletről egy újabb patak
Butyi Pálnál belé szalad.
Most már hárman futnak tova
Sebesen, mint Szent Pál lova.

Ágostonnál forrás ered
Délnek fordul, majd tekereg.
Leszalad az erdőszélre
Kösmő patak fut is véle.

Nád és sás a vizet szűri
Víz sodrását vígan tűri.
Vágó csík úszik az árral
Szitakötő vígan szárnyal.

Erdő szélén szénaboglya
Száraz füvét összefogja.
Kösmő patak tovaszalad
Újlak, s végül Csatár alatt.

Kis patakok belé futnak
Keresgélnek, kutatgatnak.
Aztán végül Pályinál
Nyugat felé visz az ár.

Bihar alatt kanyarogva
Észak felé visz az útja.
Ott elhagyja Paptamásit
Berettyó vizébe vágyik.

Bal oldalról belé ömlik
Zúdul a víz, árad, ömlik.
Majd a lomha nagy vízen
Békességben megpihen.